# Fannia similiserena
Fannia similiserena är en tvåvingeart som beskrevs av Feng och Xue 2006. Fannia similiserena ingår i släktet Fannia och familjen takdansflugor. Artens utbredningsområde är Sichuan i Kina. Inga underarter finns listade i Catalogue of Life.